# Тролза-5265 «Мегаполис»
ТролЗа-5265 «Мегаполис», разг. Мега — семейство российских низкопольных троллейбусов большой вместимости для городских, пригородных и междугородних пассажирских перевозок, серийно производившееся с 2005 по 2019 год на ЗАО «ТролЗа» в городе Энгельсе Саратовской области. Выпущено 1077 экземпляров.

## Техническое описание
Первый полностью низкопольный троллейбус в России, разработанный заводом в Энгельсе. Кузов двухосный, с тремя дверями для входа-выхода пассажиров. Наружная обшивка крыши выполнена из оцинкованного цельнотянутого стального листа. Овалы крыши, обшивка бортов, передка и задка выполнена стеклопластиковыми панелями. Пол низкий по всей длине салона, без ступенек. Напротив средней двери имеется накопительная площадка для стоящих пассажиров, на которой также возможно размещение инвалидной или детской коляски. Троллейбусы выпускались с транзисторной системой управления и асинхронным тяговым двигателем. В комплектации с РКСУ не выпускались.
На основе этой модели разработан шарнирно-сочленённый троллейбус ТролЗа-6206 «Мегаполис».
С 2014 года начато серийное производство электробусов с динамической подзарядкой, два года спустя состоялся перезапуск производства в новых модификациях.

## История

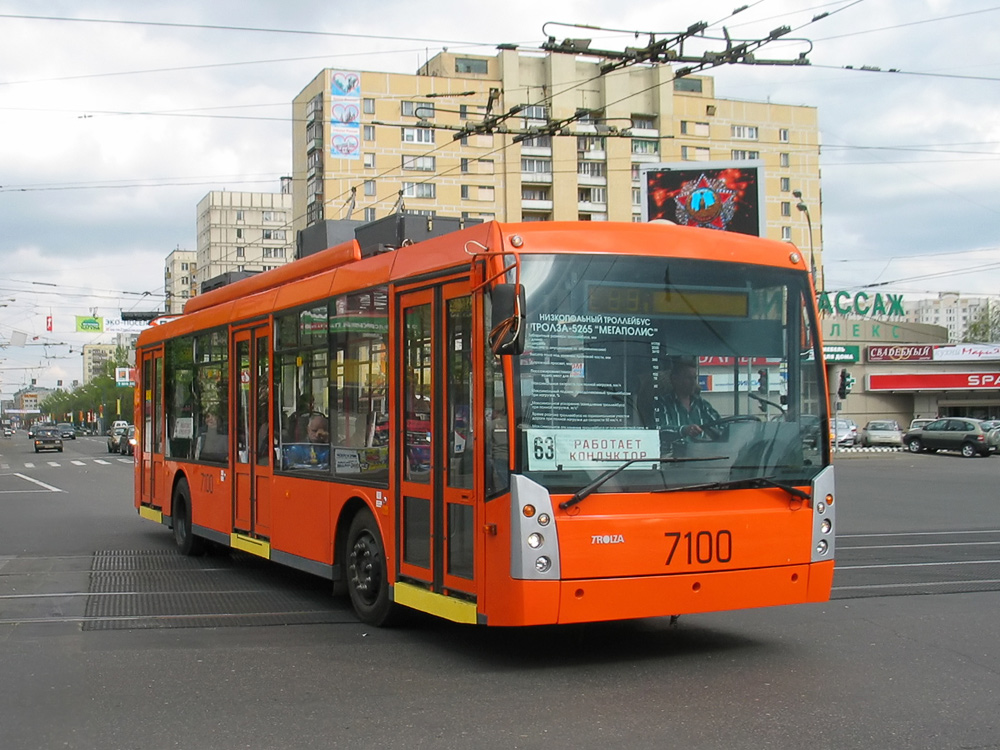
Самый первый троллейбус ТролЗа-5265.00 «Мегаполис» во время испытаний в Москве

Первый опытный экземпляр был выпущен в 2005 году и некоторое время испытывался с пассажирами в Саратове. Затем он был перевезён в Москву, где получил номер 7100 и в апреле был представлен публике на выставке «Доркомэкспо-2006», проходившей на Васильевском спуске. С начала мая начал работать с пассажирами на 63 маршруте. Первый экземпляр имел нестандартный для Москвы цвет — до перекраски в 2009 году он был полностью оранжевый.
В период с 2006 по 2017 год было выпущено свыше семисот экземпляров, поставлявшихся в разные города России, а также на Украину и в Аргентину.
Серийное производство модификации ТролЗа-5265.00 «Мегаполис» завершилось в марте 2017 года. Начиная с 2016 года ЗАО «ТролЗа» расширило модельный ряд семейства «Мегаполис», запустив в серийное производство троллейбусы с увеличенным автономным ходом, определяемые уже как электробусы с динамической подзарядкой.
Базовая модификация ТролЗа-5265.00 «Мегаполис» находилась в серийном производстве с декабря 2006 по март 2017 года. Некоторые экземпляры оснащены аварийным автономным ходом до 0,5-2 км. В 2014 году 26 троллейбусов модификации ТролЗа-5265.00 «Мегаполис» выпущены в виде электробусов с динамической подзарядкой. Оснащены литий-ионными аккумуляторами, размещенными на крыше и в задней части троллейбуса. Запас автономного хода составляет 15 км. В салоне установлено 21 сидячее место (в модификации под АСКП — 19 мест), по желанию заказчика предусмотрена установка дополнительного места для кондуктора. С 2012 года оснащается кондиционером.
В конце 2006 года Москва заказала партию из 15 троллейбусов. В октябре 2009 их было уже 90 и работали они во всех парках, кроме 8-го.
2007 год:
- В конце мая первый троллейбус доставлен в Брянск. Троллейбус получил номер 1001.
- В конце июня первый троллейбус доставлен в Краснодар, через несколько месяцев пришло ещё две машины.
- Летом первый «Мегаполис» поступил в Мурманск, затем город закупил ещё четыре таких троллейбуса.
- Осенью два «Мегаполиса» в зеленой окраске приобретены Казанью.
- В конце года один троллейбус пришёл на испытания в Санкт-Петербург, но после их окончания летом 2008 года был отправлен в Брянск, став там вторым троллейбусом этой модели.

2008 год:
- Летом и осенью четыре «Мегаполиса» закупил Саратов.
- В конце года пять машин поступили в Ярославль.

2009 год:

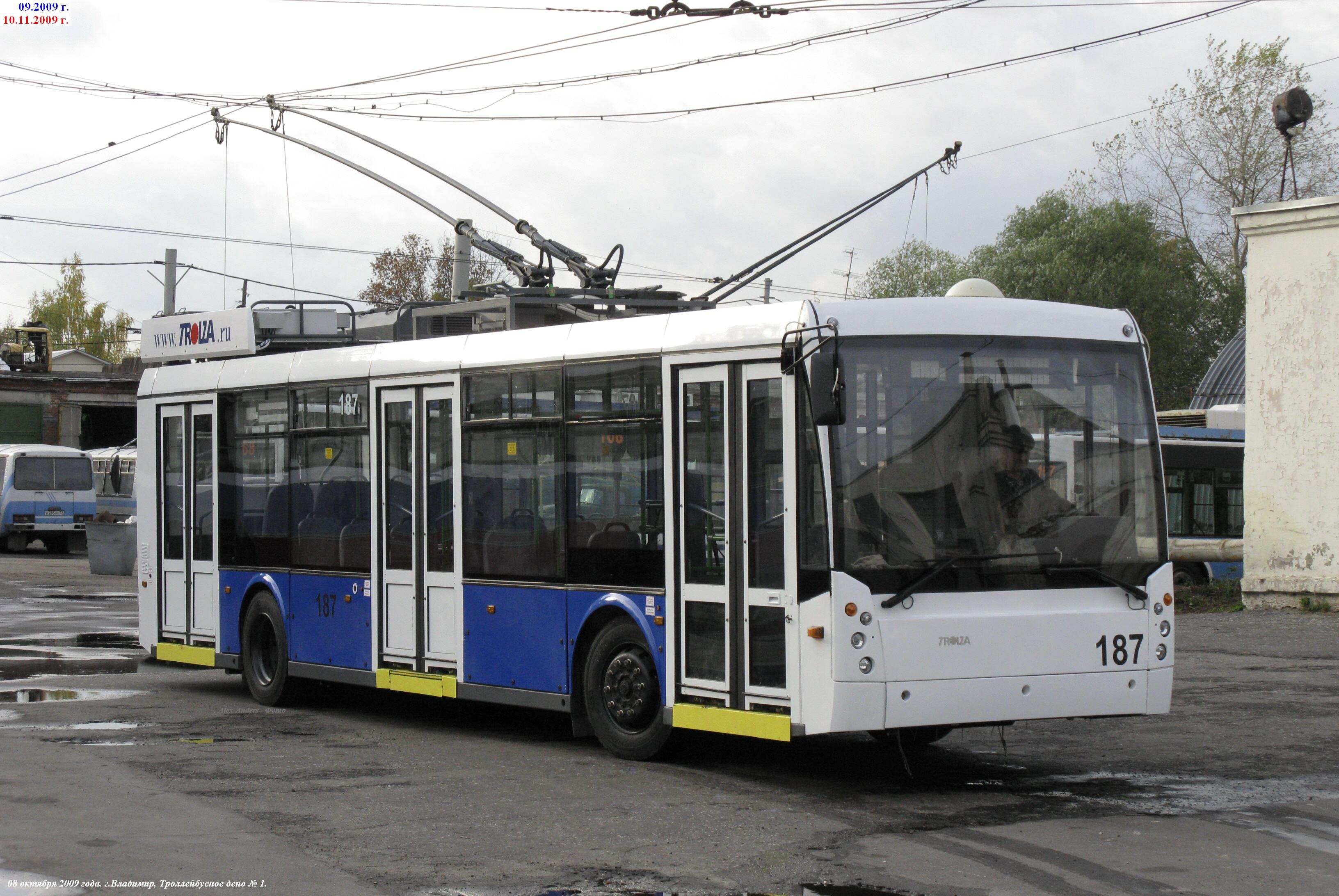
ТролЗа-5265.00 «Мегаполис» во Владимире

- 12 марта 2009 года первый «Мегаполис» поступил в Одессу, 27 марта пришло ещё 15 троллейбусов[3][4].
- 21 апреля 2009 года один «Мегаполис» поступил в Воронеж.
- Осенью четыре троллейбуса пришло в Энгельс, по одному — в Саратов и Владимир.
- В конце 2009 года первый такой троллейбус появился в Смоленске.

2010 год:

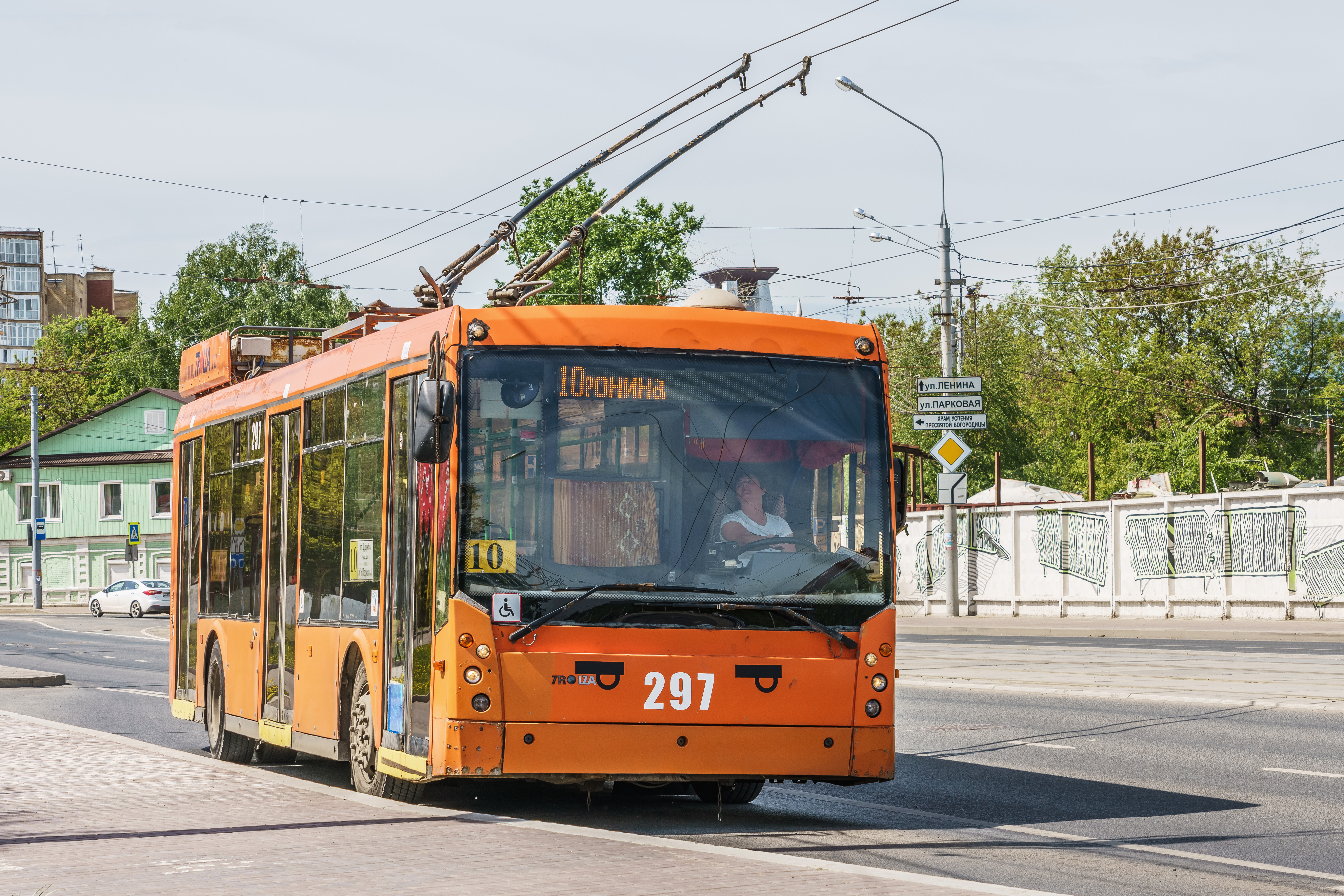
ТролЗа-5265.00 «Мегаполис» на Уральской улице (остановка «Разгуляй») в Перми

- В августе 2010 года в Симферополь поступил первый троллейбус для испытаний на горной трассе Симферополь — Алушта — Ялта. В отличие от остальных троллейбусов, этот был собран на Украине на заводе ЮМЗ. После испытаний в Крыму был признан не пригодным для эксплуатации на горной трассе и был отправлен в Донецк для испытаний. В сентябре возвращён на завод. ЮМЗ совместно с «ТролЗой» намерен выпускать троллейбусы марки 5265-«Мегаполис», в большей степени рассчитывая на заказы городов-участников Евро 2012. 75 % комплектующих будет поставляться «ТролЗой», а остальные комплектующие и сама сборка будет проходить непосредственно на ЮМЗ.
- В октябре 2010 года два троллейбуса поступили в Санкт-Петербург.
- В ноябре 2010 года один «Мегаполис» поступил в Тулу.
- Пермь по программе государственного софинансирования 70/30 закупает 46 троллейбусов «Мегаполис».

2011 год:
- В феврале 2011 года два троллейбуса поступило в Тамбов.
- Планировалось начать сборку модернизированных троллейбусов Тролза «Мегаполис» на заводе СВАРЗ в Москве под маркой СВаРЗ-ТролЗа-6238ЭПМ «Мегаполис».

- 9 июня в Ковров поступил один троллейбус в качестве подарка горожанам на день города.
- В конце июня один троллейбус прибыл в Пензу для испытаний. В октябре был передан в Орёл.
- Нефтяная компания «Транснефть» подарила один троллейбус городу Иркутску в честь 350-летия города.

2012 год:
- 14 февраля 2012 года первых два троллейбуса приехали по железной дороге в Севастополь.
- 2 июля 2012 года один экземпляр троллейбуса начал регулярные перевозки на маршруте в Новосибирске.
- В августе 2012 года начались поставка партии из 263 троллейбусов модели Тролза Мегаполис в Москву.
- В октябре 2012 года Совместно с Сокольническим вагоно-строительным заводом был представлен троллейбус СВАРЗ-6238ЭПМ.
- В декабре 2012 года первый троллейбус ТролЗа-5265.00 «Мегаполис» поступил в Подольск.

2013 год:
- В январе 2013 года партия из шести троллейбусов поступила в Тверь.
- В мае 2013 года первый троллейбус поступил в Стерлитамак.
- В июне 2013 года ещё 2 экземпляра отправились в Новосибирск и также 16 троллейбусов прибудут в конце июля.
- В июне 2013 года в Заельцовском троллейбусном депо собрали троллейбус ТролЗа-СТ-5265А «Мегаполис» из кузова машины № 3330.
- В конце августа 2013 года предприятие «Сибэлтранссервис» запатентовало новый вид транспорта и получило сертификат на его серийное производство.
- В сентябре 2013 года прибыли ещё 16 троллейбусов зелёного цвета в Новосибирск.
- 3 октября 2013 года троллейбус ТролЗа-СТ-5265А"Мегаполис" вышел на опытную эксплуатацию по маршруту № 5А.
- В октябре 2013 года один троллейбус прибыл на испытания в течение полугода в Ставрополь.
- В октябре 2013 года партия из 30 «Мегаполисов» прибыли в Санкт-Петербург.
- В декабре 2013 года 2 экземпляра жёлтого цвета поступили в Химки.
- В декабре 2013 года в Подольск прибыл второй экземпляр этой модели.
- В декабре 2013 года мэрия Иркутска со второй попытки заключила договор о покупке 8 троллейбусов, в результате чего бюджету города Иркутска причинен ущерб в сумме 6 миллионов 856 тысяч рублей. В результате возбуждено уголовное дело в отношении высокопоставленного сотрудника мэрии Иркутска.

2014 год:
- В феврале один троллейбус прибыл для испытаний в Орджоникидзевское депо города Екатеринбурга. Использовался на маршруте № 8. По результатам испытаний было принято решение о закупке данных троллейбусов для нужд города, но это дело не последовало и контракт с ним был расторгнут.
- В октябре в Нальчик прибыл и прошёл испытания первый из 10 ожидаемых троллейбусов ТролЗа-5265.00 «Мегаполис» с увеличенным автономным ходом до 50 км для испытаний на аккумуляторах. По результатам испытаний будет принято решение о закупке данных троллейбусов для нужд города.
- 15 декабря в Нальчике завершена поставка 10 новых троллейбусов ТролЗа-5265.00 «Мегаполис» с увеличенным автономным ходом до 50 км.

2015 год:
- В январе завершена поставка 16 троллейбусов с увеличенным автономным ходом в Тулу.

2016 год:
- Произведена поставка троллейбусов в Самару и Санкт-Петербург.
- Начато производство модернизированной версии ТролЗа-5265.02 «Мегаполис 2.0». Отличается от классического версии новой задней маской, большей длиной и значительно большим количеством сидячих мест: теперь в салоне установлено 34 сиденья. Таким образом, в новой модификации исправлен главный недостаток классического «Мегаполиса» — слишком малое число сидячих мест в салоне (22 штуки)[4]. Данная модификация является разновидностью электробуса с динамической подзарядкой и оснащена литий-титанатными аккумуляторными батареями, размещенных вдоль крыши. Запас автономного хода составляет 15 км.
- Первые троллейбусы ТролЗа-5265.02 «Мегаполис 2.0» поступили в августе 2016 года в Симферополь.
- До конца 2016 года также ожидалась поставка 12 ТролЗа-5265.02 «Мегаполис 2.0» в Москву, для работы на маршруте сети «Магистраль» №м1, который частично проходит без проводов контактной сети в центре города, однако вследствие неоднократного срыва срока поставок город отказался от закупки данной модели.
- В декабре 2016 года началось производство модернизированной версии ТролЗа-5265.03 «Мегаполис 2.0», являющаяся разновидностью электробуса с динамической подзарядкой. От модификации ТролЗа-5265.02 «Мегаполис 2.0» отличается отсутствием цельного заднего окна, на месте которого установлен дополнительный отсек с литий-титанатными аккумуляторными батареями. Запас автономного хода увеличен до 20 км. В салоне установлено 28 сидячих мест.
- В период с сентября по декабрь 2016 года осуществлялось серийное производство особой модификации троллейбуса ТролЗа-5265.02 «Мегаполис 2.0» для междугородней троллейбусной трассы Симферополь — Ялта, получившая обозначение ТролЗа-5265.05 «Мегаполис 2.0». Как и ТролЗа-5265.02"Мегаполис 2.0", данная модификация оснащена литий-титанатными аккумуляторными батареями, размещенных вдоль крыши и имеет запас хода до 15 км. По просьбе заказчика, в салоне установлено 37 сидячих мест.

2017 год:
- К началу 2017 года завершилась поставка всех 40 троллейбусов для Симферополя и одного в Севастополь.
- Произведена поставка 6 троллейбусов в Санкт-Петербург, одна машина поступила в Новороссийск. На этом производство базовой модификации завершилось в связи с переходом на выпуск обновлённых моделей.
- К июню 2017 года для городских маршрутов Симферополя поставлено в общей сложности 30 троллейбусов ТролЗа-5265.02 «Мегаполис 2.0».
- К августу 2017 года десять троллейбусов ТролЗа-5265.02 «Мегаполис 2.0» были поставлены в Санкт-Петербург, которые в конце декабря начали свою работу на перезапущенном маршруте № 23, пролегающем в северо-западной части города[5].
- В ноябре 2017 года начато серийное производство модернизированной версии электробуса с динамической подзарядкой ТролЗа-5265.08 «Мегаполис 2.0». От модификации ТролЗа-5265.03 «Мегаполис 2.0» отличается применением литий-железо-фосфатных аккумуляторов, содержащие большую ёмкость заряда чем литий-титанатные, но при этом имеющие сравнительно большую массу и более короткий срок службы. Аккумуляторы размещены как вдоль крыши, так и в заднем отсеке на месте заднего окна. Запас автономного хода составляет 30 км, что аналогично модели АКСМ-32100D. В салоне также установлено 28 сидячих мест.
- На протяжении 2017 года по одной машине данной модификации прошли испытания в Энгельсе, Чебоксарах и Волгограде.

2018 год:
- К началу 2018 года поставлено 34 троллейбуса в Севастополь, 27 — в Симферополь, 2 — в Березники и 12 — в аргентинский город Росарио.
- К августу 2018 года 80 машин данной модификации поставлены в Санкт-Петербург.
- В ноябре 2018 года одна машина поставлена в Химки.
- К концу 2018 года 94 троллейбуса ТролЗа-5265.02 «Мегаполис 2.0» были поставлены в Севастополь.

2019 год:
- В январе 2019 одна машина ТролЗа-5265.08 «Мегаполис 2.0» поступила в Курск.
- В феврале 2019 года одна машина была поставлена в Красноярск[6].
- В марте поступило в Курск ещё три машины ТролЗа-5265.08 «Мегаполис 2.0». Ещё 5 троллейбусов поступило в Чебоксары.
- Производство ТролЗа-5265.02 «Мегаполис 2.0» и ТролЗа-5265.08 «Мегаполис 2.0» завершилось в связи с банкротством ЗАО ТролЗа и преобразования в НАО Энгельский Завод электрического транспорта.

## Модификации
|                            | Серийные                                                                       | Серийные                                                | Серийные                                                                      | Серийные                                                                | Серийные                                                                        | Экспериментальные                | Экспериментальные          | Экспериментальные                          |
| ТролЗа-5265.00 «Мегаполис» | ТролЗа-5265.02 «Мегаполис 2.0»                                                 | ТролЗа-5265.03 «Мегаполис 2.0»                          | ТролЗа-5265.05 «Мегаполис 2.0»                                                | ТролЗа-5265.08 «Мегаполис 2.0»                                          | ЮМЗ-5265.00 «Мегаполис»                                                         | СВаРЗ-ТролЗа-6238ЭПМ «Мегаполис» | ТролЗа-СТ-5265 «Мегаполис» |                                            |
| -------------------------- | ------------------------------------------------------------------------------ | ------------------------------------------------------- | ----------------------------------------------------------------------------- | ----------------------------------------------------------------------- | ------------------------------------------------------------------------------- | -------------------------------- | -------------------------- | ------------------------------------------ |
| Годы                       | 2006-2017                                                                      | 2016-2019                                               | 2016-2018                                                                     | 09.2016-12.2016                                                         | 11.2017-01.2019                                                                 | 2010                             | 2012                       | 2013                                       |
| Климат-контроль            | 2006-2012 (нет), 2012—2017 (есть)                                              | Есть                                                    | Есть                                                                          | Есть                                                                    | Есть                                                                            | Есть                             | Есть                       |                                            |
| Автономный ход             | Аварийный 0,5-2 км (2006—2014), 15 км (2014—2017), 50 км (партия для Нальчика) | Литий-титанатные аккумуляторные батареи на крыше, 15 км | Дополнительные литий-титанатные аккумуляторные батареи в заднем отсеке, 20 км | Литий-титанатные аккумуляторные батареи, размещённые вдоль крыши, 15 км | Литий-железо-фосфатные аккумуляторные батареи на крыше и в заднем отсеке, 30 км | нет                              | нет                        | Литий-ионные аккумуляторные батареи, 60 км |
| Количество сидячих мест    | 22 (без АСКП), 19 (модификация с АСКП)                                         | 34                                                      | 28                                                                            | 34+4 (у средней двери)                                                  | 28                                                                              | 22                               | 29                         | 20+1                                       |
| Количество экземпляров     | 652                                                                            | 138                                                     | 73                                                                            | 41                                                                      | 96                                                                              | 1                                | 1                          | 1                                          |

## Достоинства
- Современный дизайн, например, маленькие округлые фары, панорамное лобовое стекло (триплекс);
- Тонированные стеклопакеты;
- Полностью низкий уровень пола в салоне, нет ступенек в дверях;
- ЭМУ (электронные маршрутоуказатели).

## Недостатки и их устранение
- В первых модификациях по сравнению с АКСМ-321 — другим низкопольным троллейбусом — имелось меньшее количество сидений — 22 против 26[7]. БТЗ-52763А — еще один низкопольный троллейбус — имеет от 23 до 27 (в специальной версии — до 32) сидячих мест. Недостаток был устранен после запуска в производство модификации ТролЗа-5265.02 «Мегаполис 2.0».ролЗа-5265.08"Мегаполис 2.0"ТролЗа-5265.08 "Мегаполис 2.0"ТролЗа-5265.08 «Мегаполис 2.0».
- Плохая вентиляция салона из-за больших застекленных поверхностей, создающих «эффект теплицы». Недостаток устранен с помощью установки системы климат-контроля в троллейбусах 2012 года выпуска и его последующих новейших модификациях.

## Случаи в эксплуатации ТролЗа-5265 «Мегаполис»
- 15 февраля 2008 года в Москве на территории 6-го троллейбусного парка полностью сгорел троллейбус № 6455[8].
- 28 января 2015 года в Москве на территории Новокосинского автобусно-троллейбусного парка сгорел троллейбус № 9121[9].
- 17 августа 2017 года троллейбус Алуштинского троллейбусного парка ТролЗа-5265.05 «Мегаполис 2.0», № 8613 разбит В ДТП.
- 20 января 2020 года на трассе Алушта — Симферополь водитель троллейбуса ТролЗа-5265.05 «Мегаполис 2.0», № 8611 следовавшего по маршруту № 52А Алушта — Симферополь не справился с управлением и врезался неподалёку от села Лавровое в столб.
- 7 апреля 2023 в Санкт-Петербурге актриса дубляжа Елена Шульман попала под троллейбус ТролЗа 5265.00 «Мегаполис» № 2516. Врачи боролись за жизнь Елены два дня, но травмы оказались слишком серьезными.
- 19 июня 2023 в Миассе во время движения загорелся троллейбус №145. По предварительным данным, причиной возгорания стало короткое замыкание в контакторной группе.

## Эксплуатирующие города
Троллейбусы ТролЗа-5265 «Мегаполис» можно встретить во многих городах России, а также в Аргентине и на Украине. Около 75 % всех выпущенных машин было поставлено всего лишь в четыре системы ГЭТ: в Москву (30 %), Санкт-Петербург (20 %), Севастополь (14 %) и систему «Крымтроллейбус» (9 %).
| Страна         | Город           | Эксплуатирующая организация                                                              | ТролЗа-5265.00 «Мегаполис» | ТролЗа-5265.02 «Мегаполис 2.0» | ТролЗа-5265.03 «Мегаполис 2.0» | ТролЗа-5265.05 «Мегаполис 2.0» | ТролЗа-5265.08 «Мегаполис 2.0» | ЮМЗ-5265.00 «Мегаполис» | СВаРЗ-ТролЗа-6238ЭПМ «Мегаполис» | ТролЗа-СТ-5265А |
| -------------- | --------------- | ---------------------------------------------------------------------------------------- | -------------------------- | ------------------------------ | ------------------------------ | ------------------------------ | ------------------------------ | ----------------------- | -------------------------------- | --------------- |
| Аргентина      | Кордова         | Transporte Automotor Municipal Sociedad del Estado (T.A.M.S.E.)                          | 7                          |                                |                                |                                |                                |                         |                                  |                 |
| Аргентина      | Росарио         | Movi Rosario                                                                             |                            |                                | 12                             |                                |                                |                         |                                  |                 |
| Россия         | Березники       | МУП «АТП-2 г. Березники»                                                                 | 54                         |                                |                                |                                |                                |                         |                                  |                 |
| Россия         | Брянск          | МУП «Брянское троллейбусное управление»                                                  | 1                          |                                |                                |                                |                                |                         |                                  |                 |
| Россия         | Видное          | МУП «Видновский троллейбусный парк»                                                      | 2                          |                                |                                |                                |                                |                         |                                  |                 |
| Россия         | Владимир        | АО «Владимирпассажиртранс»                                                               | 1                          |                                |                                |                                |                                |                         |                                  |                 |
| Россия         | Воронеж         | МКП МТК «Воронежпассажиртранс»                                                           | 1                          |                                |                                |                                |                                |                         |                                  |                 |
| Россия         | Иркутск         | МУП «Иркутскгорэлектротранс»                                                             | 9                          |                                |                                |                                |                                |                         |                                  |                 |
| Россия         | Ижевск          | Ижевский троллейбус                                                                      | 7                          |                                |                                |                                |                                |                         |                                  |                 |
| Россия         | Казань          | МУП «Метроэлектротранс»                                                                  | 2                          | 1                              |                                |                                | 1 (не эксплуатируется)         |                         |                                  |                 |
| Россия         | Ковров          | ООО «Управление троллейбусного транспорта города Коврова»                                | 1                          |                                |                                |                                |                                |                         |                                  |                 |
| Россия         | Краснодар       | МУП «Краснодарское трамвайно-троллейбусное управление»                                   | 4                          |                                |                                |                                |                                |                         |                                  |                 |
| Россия         | Красноярск      | МП «Городской транспорт»                                                                 |                            | 1                              |                                |                                |                                |                         |                                  |                 |
| Россия         | Курск           | ГУПКО «Курскэлектротранс»                                                                | 18                         |                                |                                |                                | 5                              |                         |                                  |                 |
| Россия         | Майкоп          | МУП «Майкопское троллейбусное управление»                                                | 1                          |                                |                                |                                |                                |                         |                                  |                 |
| Россия         | Махачкала       | МУП «Махачкалинское троллейбусное управление»                                            |                            |                                | (план: 30)                     |                                |                                |                         |                                  |                 |
| Россия         | Миасс           | Миасский троллейбус                                                                      | 8                          |                                |                                |                                |                                |                         |                                  |                 |
| Россия         | Москва          | ГУП «Мосгортранс»                                                                        | 11                         |                                |                                |                                |                                |                         | 1                                |                 |
| Россия         | Мурманск        | АО «Электротранспорт»                                                                    | 5                          |                                |                                |                                |                                |                         |                                  |                 |
| Россия         | Нальчик         | МУП «Нальчикское троллейбусное управление»                                               | 10                         |                                |                                |                                |                                |                         |                                  |                 |
| Россия         | Нижний Новгород | МП «Нижегородэлектротранс»                                                               | 1                          |                                |                                |                                |                                |                         |                                  |                 |
| Россия         | Новокузнецк     | МУП «Муниципальное трамвайно-троллейбусное предприятие Новокузнецкого городского округа» |                            |                                |                                |                                | 2                              |                         |                                  |                 |
| Россия         | Новороссийск    | МУП «Муниципальный пассажирский транспорт Новороссийска»                                 | 1                          |                                |                                |                                |                                |                         |                                  |                 |
| Россия         | Новосибирск     | МКП «ГЭТ»                                                                                | 21                         |                                |                                |                                |                                |                         |                                  | 1               |
| Россия         | Новочебоксарск  | Новочебоксарский троллейбус                                                              | 8                          |                                |                                |                                |                                |                         |                                  |                 |
| Россия         | Орёл            | МУП «Трамвайно-троллейбусное предприятие»                                                | 1                          |                                |                                |                                |                                |                         |                                  |                 |
| Россия         | Подольск        | МУП «Подольский Троллейбус»                                                              | 2                          | 1                              |                                |                                | 1                              |                         |                                  |                 |
| Россия         | Самара          | МП Самарское трамвайно-троллейбусное управление                                          | 20                         |                                |                                |                                |                                |                         |                                  |                 |
| Россия         | Санкт-Петербург | ГУП «Горэлектротранс»                                                                    | 127                        | 10                             |                                |                                | 80                             |                         |                                  |                 |
| Россия         | Саратов         | МУП «Саратовгорэлектротранс»                                                             | 49                         |                                |                                |                                |                                |                         |                                  |                 |
| Россия         | Смоленск        | Смоленское муниципальное унитарное трамвайно-троллейбусное предприятие                   | 40                         |                                |                                |                                |                                |                         |                                  |                 |
| Россия         | Таганрог        | ТТУ                                                                                      |                            |                                |                                |                                |                                |                         |                                  |                 |
| Россия         | Тамбов          | МУП «ТамбовГорТранс»                                                                     | 1                          |                                |                                |                                |                                |                         |                                  |                 |
| Россия         | Тольятти        | МП Тольяттинское троллейбусное управление                                                | 7                          |                                |                                |                                |                                |                         |                                  |                 |
| Россия         | Томск           | Томский троллейбус                                                                       | 12                         |                                |                                |                                |                                |                         |                                  |                 |
| Россия         | Тула            | МУП «Тулгорэлектротранс»                                                                 | 67                         |                                |                                |                                |                                |                         |                                  |                 |
| Россия         | Ульяновск       | Ульяновский троллейбус                                                                   | 4                          |                                |                                |                                |                                |                         |                                  |                 |
| Россия         | Химки           | МП «Химкиэлектротранс»                                                                   | 2                          | 1                              |                                |                                | 1                              |                         |                                  |                 |
| Россия         | Чебоксары       | МУП «Чебоксарское троллейбусное управление»                                              |                            |                                |                                |                                | 8                              |                         |                                  |                 |
| Россия         | Чита            | МП «Троллейбусное управление»                                                            | 30                         |                                |                                |                                |                                |                         |                                  |                 |
| Россия         | Энгельс         | МУП «Пассажирские перевозки»                                                             | 31                         |                                |                                |                                |                                |                         |                                  |                 |
| Россия         | Ярославль       | АО «Яргорэлектротранс»                                                                   | 11                         |                                |                                |                                |                                |                         |                                  |                 |
| Россия/Украина | Севастополь     | ГУП «СевЭлектроАвтоТранс»                                                                | 23                         | 94                             | 34                             | 1                              |                                |                         |                                  |                 |
| Россия/Украина | Симферополь     | ГУП РК «Крымтроллейбус»                                                                  | 2                          | 30                             | 27                             | 40                             |                                | 1 (испытания)           |                                  |                 |
| Украина        | Одесса          | КП «ОдессаГорЭлектроТранс»                                                               | 16                         |                                |                                |                                |                                |                         |                                  |                 |

Опытный экземпляр ТролЗа-5265.08 «Мегаполис» с заводским номером 402, был собран в 2018 году. На протяжении первого полугодия 2019 года он испытывался последовательно в Саратове, Ростове-на-Дону, Стерлитамаке, Ижевске, Омске, Санкт-Петербурге, Энгельсе. В 2021 году выкуплен анонимным благотворителем для города Казань №2373.
Опытный экземпляр ТролЗа-5265.02 «Мегаполис» с заводским номером 285. На протяжении первого полугодия 2019 года он испытывался в Саратове вместе с своим «собратом». После куплен Красноярском. В мае вышел на маршрут №4 с бортовым номером 2019.